# Owen Coyle
Owen Columba Coyle (Paisley, 14 de Julho de 1966) é um ex-futebolista escocês. Atualmente, está no Blackburn Rovers.
Nascido em Paisley, Coyle iniciou sua carreira no Dumbarton. Ele defendeu várias equipes escocesas, tendo passado duas temporadas no inglês Bolton Wanderers. No final da carreira dentro das quatro linhas, também atuou como treinador, tendo comandado Falkirk (ao lado de John Hughes) e St. Johnstone, tendo relativo sucesso. Após sua aposentadoria, dirigiu o Burnley como sua primeira equipe apenas no cargo de treinador, levando na segunda temporada no comando do clube, a promoção à Premier League. Mesmo com um início razoável na elite inglesa, acabou saindo do Burnley e assinando com o Bolton, tendo a "missão" de livrá-lo do rebaixamento.
Apesar de ter nascido na Escócia, Coyle nunca foi convocado para defender seu país. Por causa de sua ascendência irlandesa, era possível Owen defender a Seleção Irlandesa. A primeira e única oportunidade apareceu em abril de 1994, quando foi convocado para um amistoso contra os Países Baixos. Coyle entrou em campo aos oitenta e três minutos, no lugar de Tommy Coyne. A partida terminou com vitória irlandesa por um gol a zero.